# Ляды (Бобруйский район)
Ля́ды (бел. Ляды) — посёлок в составе Глушанского сельсовета Бобруйского района Могилёвской области Республики Беларусь.

## История
До 20 ноября 2013 года этот посёлок входил в состав Гороховского сельсовета.

## Население
- 1999 год — 6 человек
- 2010 год  — 0 человек